# Tuula Haatainen
Tuula Irmeli Haatainen, née le 11 février 1960 à Tuusniemi, est une femme politique finlandaise, membre du Parti social-démocrate de Finlande (SDP).

## Biographie

### Carrière politique
Désignée secrétaire générale des Femmes social-démocrates (SDN) en 1988, elle devient députée de la circonscription d'Helsinki à la Diète nationale en novembre 1996, lorsque Reino Paasilinna est élu au Parlement européen. Elle renonce à son poste dans les SDN en 1997.
Le 17 avril 2003, elle est nommée ministre de l'Éducation dans le gouvernement de la libérale Anneli Jäätteenmäki, un poste qu'elle conserve le 24 juin suivant, quand le libéral Matti Vanhanen doit former un nouveau cabinet. À l'occasion du remaniement du 23 septembre 2005, elle devient ministre des Affaires sociales et de la Santé. Elle reste en poste jusqu'à la fin du mandat, le 18 avril 2007, quand le SDP repasse dans l'opposition.
Elle est choisie quelques mois plus tard comme adjointe au maire d'Helsinki, chargée de l'Éducation, de la Recherche, de la Culture, des Sports et de la Jeunesse. Elle renonce alors à son mandat de parlementaire. En 2010, elle est choisie comme directrice de l'Association municipale du marché du travail (en finnois : Kunnallinen työmarkkinalaitos, KT), l'organisation qui représente les collectivités locales en tant qu'employeurs.
Tuula Haatainen se porte candidate à l'élection présidentielle de 2018. Elle rassemble 3,25 % des voix et termine sixième.